# Jason McCartney
Jason McCartney (Honolulu, 3 settembre 1973) è un ex ciclista su strada statunitense.

## Palmarès

### Strada
- 2002 (Jelly Belly Cycling Team, tre vittorie)

6ª tappa Tour de Toona
1ª tappa Tour of Kansas City (Kansas City > Kansas City)
Classifica generale Tour of Kansas City
- 2003 (7 Up-Maxxis, tre vittorie)

2ª tappa Joe Martin Stage Race (Fayetteville > Fayetteville)
3ª tappa Joe Martin Stage Race (Fayetteville, cronometro)
Classifica generale Joe Martin Stage Race
- 2004 (Health Net presented by Maxxis, una vittoria)

5ª tappa Tour de Georgia (Dalton > Dahlonega)
- 2007 (Discovery Channel, una vittoria)

14ª tappa Vuelta a España (Puerto Lumbreras > Villacarrillo)
- 2012 (UnitedHealthcare Presented by Maxxis, una vittoria)

6ª tappa Volta a Portugal (Aveiro > Viseu)

#### Altri successi
- 2001 (Jelly Belly Cycling Team)

Criterium Davenport
Criterium Greentree
Snake Alley Criterium
- 2003 (7 Up-Maxxis)

Snake Alley Criterium
1ª tappa Gateway Cup
4ª tappa Gateway Cup
- 2004 (Health Net presented by Maxxis)

Classifica scalatori Tour de Georgia
Criterium Russellville
Snake Alley Criterium
4ª tappa Gateway Cup
- 2006 (Discovery Channel)

Classifica scalatori Tour de Georgia
- 2008 (Team CSC)

Classifica scalatori Tour de Georgia
- 2009 (Team Saxo Bank)

Classifica scalatori Tour of California

## Piazzamenti

### Grandi Giri
- Giro d'Italia

2005: 138º
2006: 135º
2008: 95º
2009: 63º
- Vuelta a España

2007: 76º

### Classiche monumento
- Giro di Lombardia

2008: ritirato

### Competizioni mondiali
- Campionati del mondo

Verona 2004 - In linea Elite: ritirato
Madrid 2005 - In linea Elite: ritirato
Stoccarda 2007 - Cronometro Elite: 20º
Stoccarda 2007 - In linea Elite: ritirato
Mendrisio 2009 - In linea Elite: 98º
Melbourne 2010 - In linea Elite: ritirato
- Giochi olimpici

Atene 2004 - In linea: ritirato
Pechino 2008 - In linea: ritirato